# فراونباد ستادشوسكاي

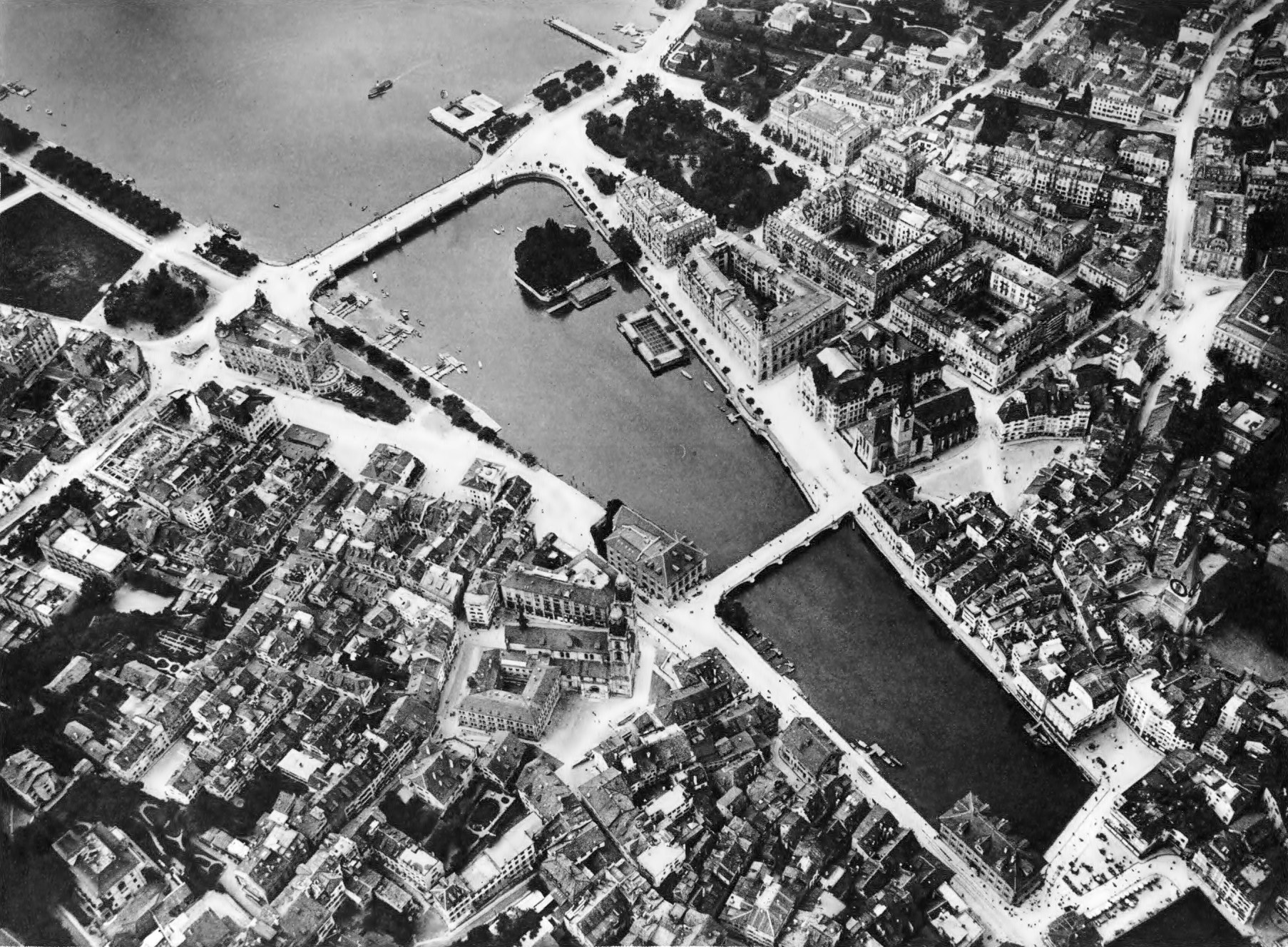
تصوير جوي في منتصف تسعينات القرن التاسع عشر لنهر ليمات في زيوريخ حيث يقع حمام النهر الصغير الآن

فراونباد ستادشوسكاي (بالإنجليزية: Frauenbad Stadthausquai)‏ هي كلمة بالأمانية تعني حمام سباحة النهر الصغير في زيوريخ، سويسرا، ويشكل جزءًا من شواطئ سيفيرلانج التاريخية التي بُنيت بين عامي 1881 و1887. يقع حمام السباحةةفي ستادزوسكاي بالقرب من ساحة بركليبلاتز، وقد بُني الحمام وما زالت يستخدم حصريًا من قِبَل النساء.

## موقعه الجغرافي
يقع حمام النهر الصغير في بركيبلاتز أسفل كايبورك، إلى الجنوب مباشرة من جزيرة بوشانزلي الاصطناعية، في نهر ليمات.

## التاريخ والوصف
قررت حكومة زيورخ في عام 1837بناء حمام عام للنساء، بحيث «لا تضطر النساء إلى الاستحمام ليلا في النافورات» وحمايتهن من أعين الرجال. تم استبدال الهيكل السابق في بوشانزلي في عام 1888 بحمام لوبساجلي (والذي يعني البرج الحنون؛ بسبب الأبراج المنحنية التي تقع على ناحيته الشرقية). تمت تغطية االجدران الداخلية في السنوات الأولى مع سقف مضفر كظل الشمس يرسوا على نهر ليمات، حيث يتم ترتيب الحمام الخشبي الصغير جيدًا ولا يمكن الوصول إليه إلا من قِبَل النساء. تبلغ مساحة الحمام 34 متر (112 قدم).

## التراث الثقافي
تم إدراج الحمام في قائمة الجرد السويسري للممتلكات الثقافية ذات الأهمية الوطنية والإقليمية باعتباره عنصرًا من الدرجة الأولى ذا أهمية وطنية.

## روابط خارجية
- الموقع الرسمي
 (بالألمانية)